# Elysian Shadows
Elysian Shadows es un videojuego de rol en 2D multiplataforma independiente que está siendo desarrollado por GyroVorbis. El juego será distribuido por WaterMelon, que anteriormente desarrolló y distirbuyó el título Pier Solar and the Great Architects para Sega Genesis en 2010. El desarrollo de Elysian Shadows ha sido narrado en una serie de YouTube titulada Adventures in Game Development. Elysian Shadows ha sido comercializado como un «juego de rol en 2D de la próxima generación» (RPG) debido a su estilo gráfico híbrido 2D/3D.
Elysian Shadows está siendo desarrollado para Dreamcast, así como para las plataformas Ouya, iOS, Android, Windows, OS X y Linux. El juego recibió una financiación exitosa a través de Kickstarter en agosto de 2014.

## Jugabilidad
Elysian Shadows fusiona elementos tradicionales de los juegos 2D con perspectivas dinámicas 2D y 3D, audio posicional y dinámico, físicas de cuerpo rígido, simuladores de partículas y otras técnicas modernas de renderizado 3D. Este modo de juego está pensado como una reinvención del estilo 2D utilizado en los juegos de rol de 16 bits. Las características planificadas para el juego, además de su cámara y modo de juego híbridos 2D/3D, incluyen: dinámica de fluidos avanzada, clima y un sistema de día/noche, personajes personalizables con un sistema de clases/trabajos en profundidad y un sistema de guardado multiplataforma. También se han añadido minijuegos VMU al juego.

## Historia
Elysian Shadows se desarrolla en un mundo atrapado en un conflicto constante entre la magia y la tecnología. El don de la magia se otorga a los seguidores leales del Creador, mientras que las sectas no religiosas de la sociedad se ven obligadas a depender de los avances tecnológicos en su vida diaria. Al descubrir un misterioso artefacto en las profundidades de una de las antiguas ruinas esparcidas por toda la tierra, Julien y sus amigos se ven inmersos en el centro de este creciente conflicto, y ahora deben resolver el misterio de las antiguas civilizaciones para evitar la destrucción de la suya.

## Desarrollo
Desde octubre de 2007, el desarrollo de Elysian Shadows ha sido narrado en la serie web de YouTube Adventures in Game Development. Sin embargo, la primera publicación de Falco Girgis en los foros de desarrollo fue en 2004, lo que generó incertidumbre sobre cuándo comenzó el desarrollo del juego exactamente. Los primeros años de desarrollo se dedicaron a diseñar tecnología original y herramientas. Estas herramientas se desarrollaron simultáneamente para OS X y Windows. Más tarde se diseñaron para apuntar a una gran cantidad de plataformas, incluidas Android y Linux, lo que permitió a los desarrolladores diseñar el juego sin preocuparse por la portabilidad. El equipo ha pasado por una gran cantidad de cambios de miembros, pero el programador principal Falco Girgis y el artista principal Patryk Kowalik se han mantenido constantes desde que Falco fundó el proyecto y Patryk se unió.
En mayo de 2014, se anunció que WaterMelon Co., desarrollador de Pier Solar y Great Architects, ofreció un contrato de distribución al equipo de Elysian Shadows para la plataforma Dreamcast. En junio, el desarrollador principal Falco Girgis presentó su renuncia en ADTRAN, donde era ingeniero de software, para trabajar tiempo completo en Elysian Shadows. El 19 de junio, Girgis y el cofundador Tyler Rogers fueron invitados a dar una presentación de Elysian Shadows en su universidad de exalumnos, la Universidad de Alabama en Huntsville.
El 1 de agosto de 2014, el equipo de desarrollo lanzó su campaña de Kickstarter con una meta de $150.000 y metas extendidas que llegaron hasta $750.000. En menos de 24 horas, el proyecto había alcanzado $30.000 de su objetivo y un par de días después había logrado recaudar más de $75.000. El 20 de agosto, Elysian Shadows recibió cobertura nacional por parte de WHNT News cuando entrevistaron al equipo y publicaron una historia sobre Girgis y Rogers renunciando a sus trabajos para desarrollar el juego. Menos de 24 horas después, el juego fue financiado con éxito y en el proceso estableció un récord para el Fondo Free the Games de Ouya así como para la mayor cantidad de dinero recaudado en Alabama a través de Kickstarter. En agosto de 2014, el juego recibió una notable cobertura de prensa internacional de Asia y Europa, sobre todo de Rusia y Alemania respectivamente.
El proyecto recibió muchas críticas cuando Girgis creó la serie «Misadventures in Kickstarter crowdfunding», en la que se quejaba de las dificultades durante el desarrollo del proyecto. La descripción del vídeo y el comentario posterior de Girgis sugieren que se trataba de una sátira.
En 2016, Girgis afirmó que el progreso del juego iba bien en una publicación que describe los contratiempos causados por un exmiembro del equipo. También ha publicado noticias sobre ElysianVMU, un emulador para la unidad de memoria visual de Dreamcast, que permite a los jugadores que no tienen Dreamcast acceder al contenido de VMU en sus PC, teléfonos inteligentes y otros dispositivos.